# Léon-Henri-Léonor Lebrun
Léon Henri Léonor Lebrun est un homme politique français né le 12 janvier 1733 à Jaligny (Allier) et décédé le 28 septembre 1803 à Seuillet (Allier).
Il est député du tiers état aux États généraux de 1789, pour la sénéchaussée de Moulins, siégeant dans la majorité.

## Sources
- « Léon-Henri-Léonor Lebrun », dans Adolphe Robert et Gaston Cougny, Dictionnaire des parlementaires français, Edgar Bourloton, 1889-1891 [détail de l’édition]